# バークレーカレッジ

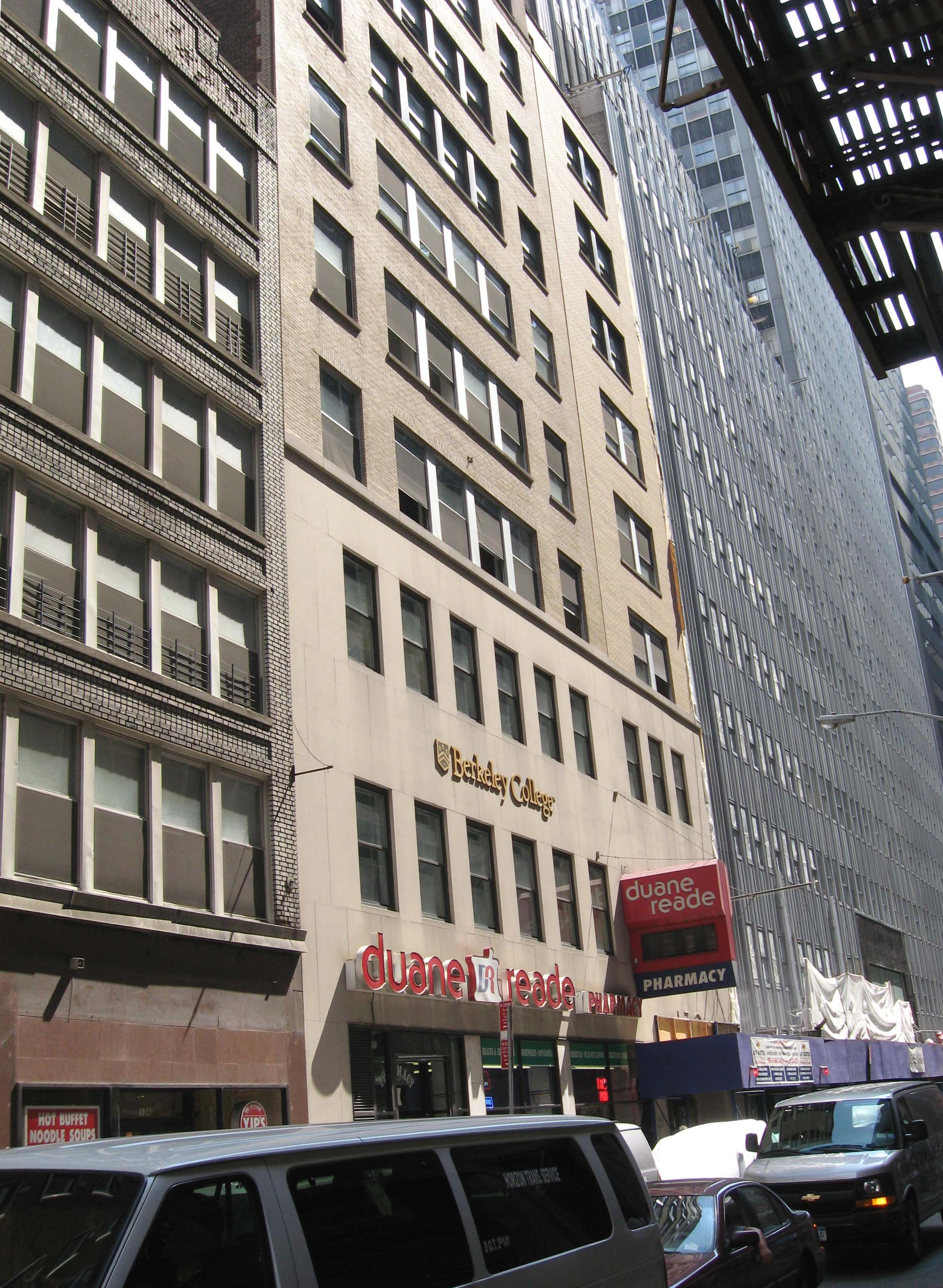
Lower Manhattan

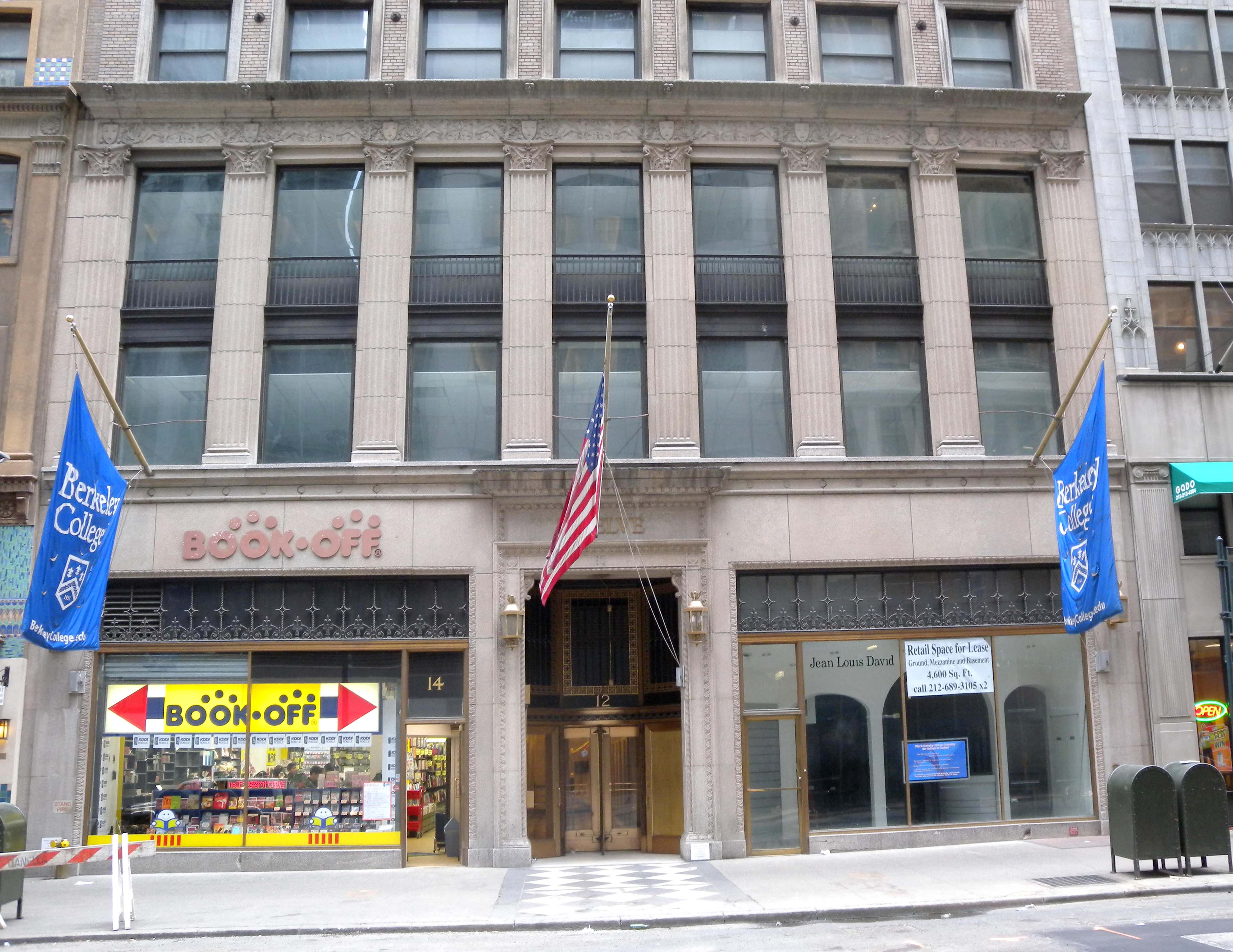
Midtown Manhattan

バークレー・カレッジ (Berkeley College) は、ビジネス関連学科を中心とした男女共学の私立大学。学士号と準学士号のプログラムがある。設立は1931年。ニューヨーク州、ニュージャージー州の7箇所にキャンパスが存在する他、インターネットを利用した授業も行っている。本校は、ニューヨーク市マンハッタンの中心部、グランド・セントラル・ステーション（Grand Central Station）のすぐ近く。設立から70余年の歴史を持つ。ファッションマーケティング学科と国際ビジネス学科が有名。
カリキュラムは、1年を前期後期の2期に分けるセメスター制ではなく3ヶ月毎のクォーター制となっている。クォーター間の休暇は1週間ほど。学生は勉強漬けの日々となるが、ビジネスメジャーであることやインターンシップ制度などが充実していることから、就職率は非常に高い。インターンシップ先にそのまま就職する学生の比率は8割を超え、卒業生の就職率は9割を超える。また、近年は学生のレベルも高まり、名門大学のMBA（経営学修士）に進学する者も増えている。学生数は約7000人。内、留学生は1割を占める。
キャンパス所在地：
- ニュージャージー
  - Newark Campus in ニューアーク
  - Bergen Campus in パラマス
  - Garret Mountain Campus in ウッドランドパーク
  - Middlesex Campus in ウッドブリッジタウンシップ
- ニューヨーク
  - New York City Midtown Campus in マンハッタン
  - New York City Lower Manhattan Extension Center in マンハッタン
  - Westchester Campus in ホワイト・プレインズ